# Імені Мукажана Жумажанова
імені Мукажа́на Жумажа́нова (каз. Мұқажан Жұмажанов атындағы) — село у складі Жанааркинського району Улитауської області Казахстану. Адміністративний центр сільського округу імені Мукажана Жумажанова.
Населення — 726 осіб (2021; 731 у 2009, 611 у 1999, 788 у 1989).
Національний склад станом на 1989 рік:
- казахи — 100 %.

До 2004 року село називалося Аппаз.